# Bukka Raya II
Bukka Raya II, noto anche come Bukka II, (fl. XV secolo) è stato il quinto rajah (imperatore) dell'Impero Vijayanagara nell'India meridionale, e un membro della dinastia Sangama. Regnò dal 1405 al 1406.
Dopo la morte di Harihara Raya II il trono imperiale divenne vacante, ed i loro discendenti cercarono di conquistare il potere. Virupaksha Raya riuscì in un primo momento ad ottenere il trono, ma dovette pagare un prezzo enorme in termini di territori persi e stabilità politica interna, e fu assassinato pochi mesi dopo l'incoronazione dai suoi stessi figli. Sorte analoga fu quella di Bukka Raya II, deposto l'anno successivo, dal terzo dei figli di Harihara Raya II, Deva Raya I.